# Desierto adentro
Pour plus de détails, voir Fiche technique et Distribution.
Desierto adentro est un film mexicain réalisé par Rodrigo Plá, sorti en 2008.

## Synopsis
Mexique. 1926. Dans le contexte historique de la guerre des Cristeros  un modeste campesino, Elías, est accusé par ses proches d'avoir commis un péché d'égoïsme. En faisant appeler un prêtre pour bénir le ventre de sa femme enceinte, il a provoqué l'irruption dans le village des troupes de l'État mexicain anticatholique. Un horrible massacre s'est ensuivi et le lieu de culte a été incendié. Croyant sa famille maudite, Elías cherche à expier sa faute :  il s'installe avec ses enfants dans une contrée désertique et inhospitalière. Là, afin d'obtenir son rachat auprès de Dieu, il décide de bâtir ex nihilo une monumentale église… L'histoire est relatée du point de vue d'Aureliano, le plus jeune et le plus fragile des fils d'Elías.

## Fiche technique
- Titre original : Desierto adentro (traduction littérale : Désert intérieur)
- Réalisation : Rodrigo Plá
- Scénario : Laura Santullo, Rodrigo Plá
- Photographie : Serguei Saldívar Tanaka - Couleurs
- Montage : Ana García, Rodrigo Plá
- Musique : Leonardo Heiblum, Jacobo Lleberman
- Décors : Gloria Carrasco, Antonio Plá
- Costumes : Adela Cortazán, Malena De La Riva
- Son : Mario Martínez Cobos, Antonio Diego
- Animation : Rita Basulto, Juan José Medina
- Maquillage : Jorge Siller
- Producteurs : Germán Mendez, Rodrigo Plá pour
- Société-(s) de production : Mexican Film Institute (IMCINE), Instituto Cinematográfico, Lumiere Buenaventura production
- Lieux de tournage : Eijido Palula, Pozo del Carmen (État de San Luis Potosí)
- Pays d'origine :  Mexique
- Langue originale : espagnol
- Durée : 112 minutes (1 h 52)
- Dates de sortie :
  - Mexique : 11 mars 2008 (festival du film de Guadalajara)
  - France : 15 mars 2009 (Reflets du cinéma ibérique et latino-américain) ; 28 juillet 2010 (sortie nationale)

## Distribution
- Mario Zaragoza : Elías
- Diego Cataño : Aureliano à 16 ans
- Memo Dorantes : Aureliano à 8 ans
- Eileen Yañez : Micaela à 18 ans
- Katia Xanat Espino : Micaela à 10 ans
- Luis Fernando Peña : Genaro
- Ximena Ayala : Celia
- Dolores Heredia : Maria Dolores
- Angelina Peláez : Abuela Elvira
- Martín Zapata : le père Trinidad

## Récompenses et distinctions
- Prix spécial du jury Festival d'Amiens 2008
- Meilleur film, meilleure réalisation Festival de Guadalajara 2008
- Meilleur film Festival latino-américain de Lleida 2008

## À noter
- Desierto adentro : le vertigineux chemin de croix d'un fou de Dieu, titre Jean-Luc Douin[2] lors de la sortie du film à Paris. L'illuminé, c'est Elías, humble paysan mexicain, maladivement hanté par un sentiment de culpabilité. Divisé en chapitres - La Faute, La Pénitence, Le Signe, Le Pardon qui n'arrive pas -, le récit de Rodrigo Plá et Laura Santullo, sa scénariste, épouse les méandres d'une « croisade obsessionnelle et flagellatoire qu'un père impose à sa lignée et, qui prend, ici et là, les apparences d'une parabole biblique. [...] Les épisodes mortifères de ce calvaire [...] baignent dans une atmosphère rappelant celles des films dépressifs d'Arturo Ripstein ou des fables hérétiques de Luis Buñuel. »[3]
- Toutefois, le cinéaste « confère à sa réalisation une ambiance plutôt proche du réalisme poétique cher à Gabriel García Márquez, où cohabitent à la fois le quotidien rugueux d'une famille abandonnée à elle-même dans le Mexique des années 1930, les visions mystiques d'un enfant qui peine à affronter le monde extérieur, et la peinture d'un pays déchiré par un conflit civil sanglant entre la religion et l'État. »[4]
- « Œuvre hiératique et puissante, chargée de symboles passionnants », Desierto adentro prend sa source dans la vie et les écrits du penseur danois Søren Kierkegaard : « le scénario cherche surtout à révéler le désert intérieur d'Elías, son enfer et son enfermement volontaire, pas tant dans la foi que dans un sentiment de culpabilité qui virera à la folie pure et simple », écrit Sébastien Chapuys[5].
- Effectivement, « la première idée, à partir de laquelle l'anecdote va se construire, provient de la connaissance de Kierkegaard. [...] Nous avons puisé en lui la sensation qu'il avait de vivre condamné à mourir jeune, idée transmise par le père, qui était convaincu d'avoir péché et que le châtiment divin s'abattrait sur ses enfants. Au cours du processus d'écriture du scénario, nous avons transféré ce conflit au Mexique, dans un milieu rural, et nous avons changé la religion protestante par la catholique, pour y trouver un contexte propice de l'histoire du Mexique tel que le fut l'épisode appelé La Cristiada, une époque d'énorme exacerbation religieuse », déclare Rodrigo Plá[6].
- « D'une certaine façon, nous avons le sentiment qu'à partir de cette obsession (celle du paysan Elías), de cette folie religieuse en particulier, l'on peut élaborer une métaphore sur d'autres fanatismes [...]. Et la culpabilité : il nous était très cher de montrer le caractère ravageur de la culpabilité poussée à bout [...] », ajoute encore Rodrigo Plá[7].